# Zegel van Alabama

Zegel van Alabama.

Het zegel van Alabama is de staatszegel van de Amerikaanse staat Alabama. Op de zegel staat de kaart van Alabama in het geel. De omliggende staten Florida, Tennessee, Mississippi en Georgia staan ook nog net op de zegel. Opmerkelijk is dat alleen de rivieren van Alabama erop staan en geen steden. De allereerste zegel was ontworpen door de gouverneur William Wyatt Bibb.